# Mache
Mache (ký hiệu là ME từ tiếng Đức: Mache-Einheit, số nhiều Maches) là một đơn vị lỗi thời của hoạt tính phóng xạ khối, được đặt tên theo nhà vật lý người Áo Heinrich Mache .
Một Mache được định nghĩa là số lượng radon (bỏ qua các sản phẩm phân rã của nó, trên thực tế chủ yếu là radon-222) trên một lít không khí mà nó ion hóa cho ra một dòng điện duy trì 0,001 esu (0,001 StatAmpere).
1 ME = 3,64 Eman = 3,64×10−10 Ci/L = 13,4545 Bq/L.